# Wehrmühle Biesenthal

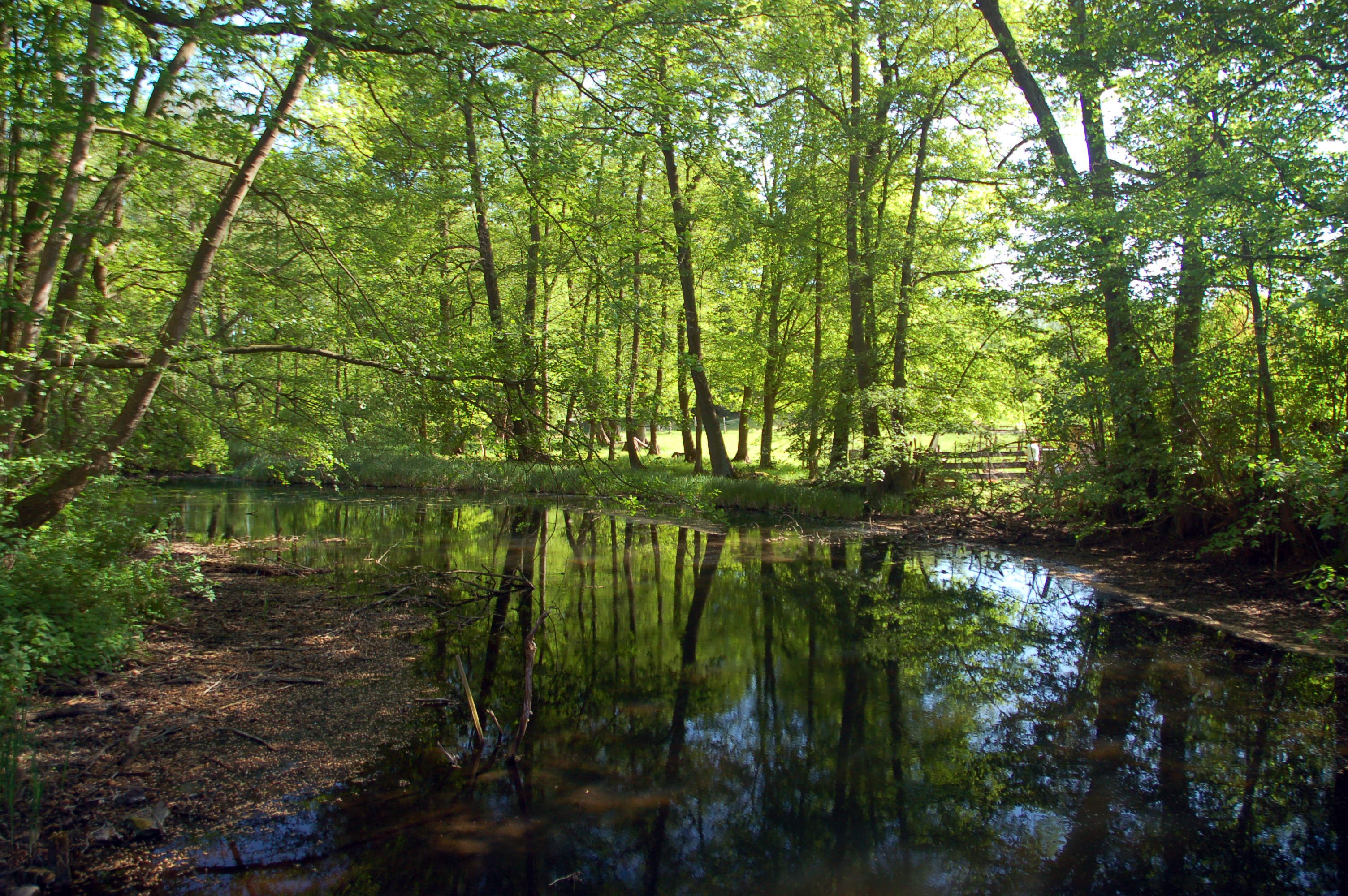
Die Finow unmittelbar vor der Wehrmühle

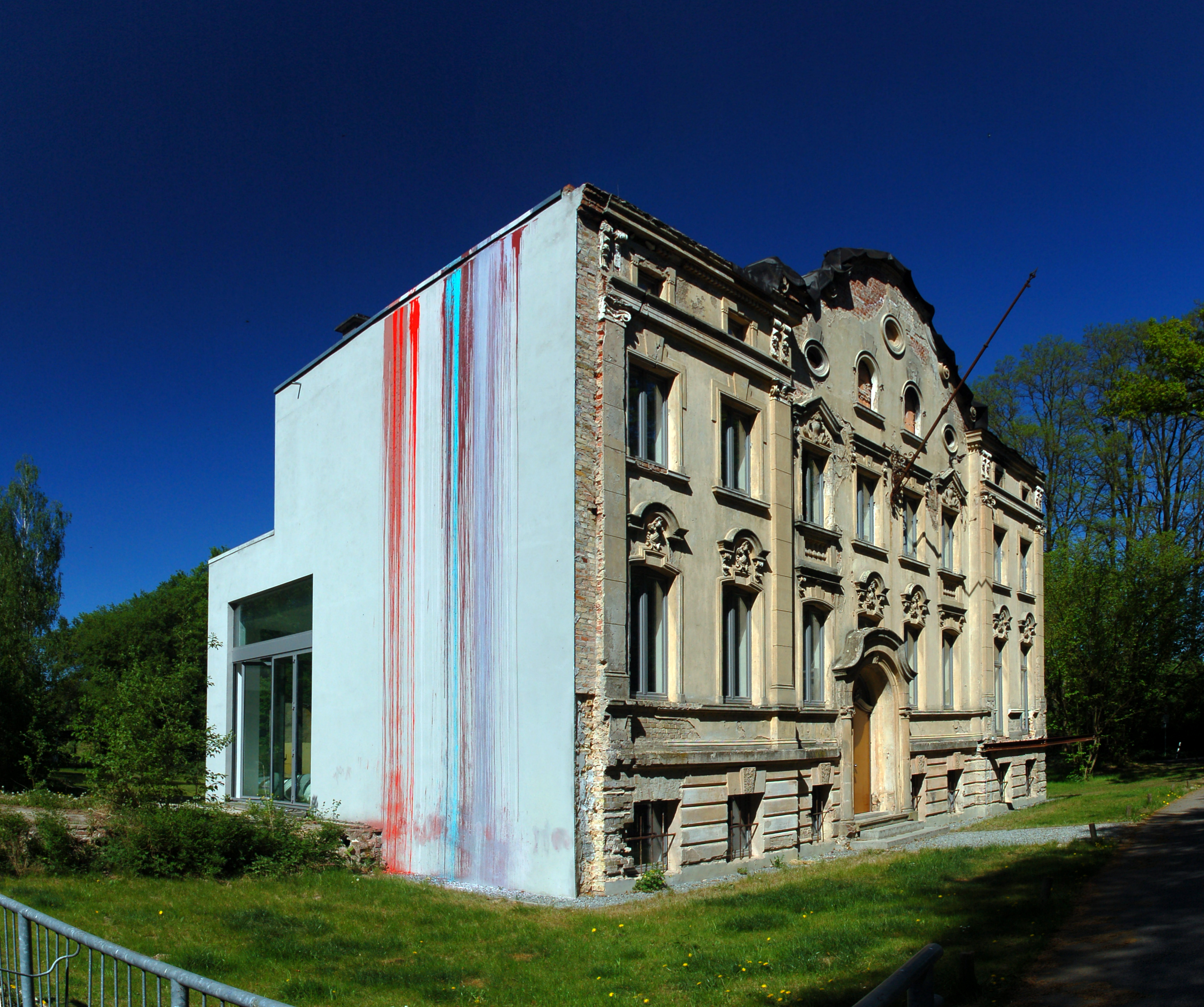
Ehemaliges Verwaltungsgebäude der Mühle

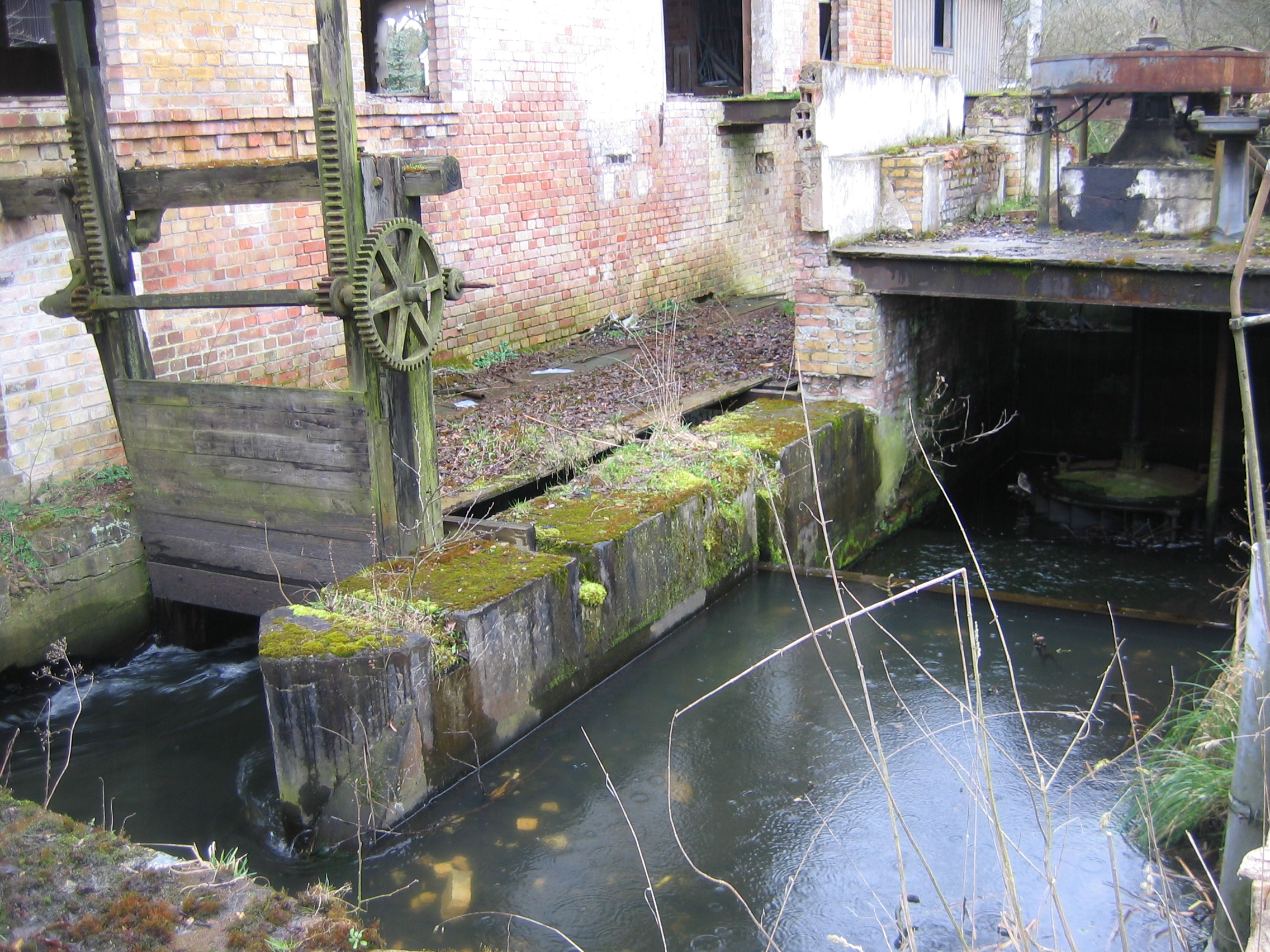
Reste der Mühle 2008

Wehrmühle ist ein Ort in der Stadt Biesenthal etwa 1,5 Kilometer nördlich der Innenstadt. Er trägt seinen Namen von der Wehrmühle Biesenthal, einer seit dem Mittelalter bestehenden Mühlenanlage an der Finow. Das Mühlengebäude brannte im Jahr 2002 ab, erhalten ist ein 1907 zu einer Villa umgebautes Verwaltungsgebäude.

## Geschichte
Erstmals urkundlich erwähnt wurde sie als Werremole oder Werremol schon 1375. Zur Zeit der Burgherren auf dem Schlossberg in Biesenthal diente die Wehrmühle als Schutzschild für die Burganlagen. Der Name bezieht sich auf ein Landwehr, zog Gefahr auf, so wurde das Wasser der Finow so lange gestaut, bis das Umfeld der Burg unter Wasser gesetzt war. Im Trockenen blieb dann nur die Burg auf dem Schlossberg. In der Zeit der Askanier, in die der Bau der Wehrmühle fiel, fanden um Biesenthal jedoch keine nennenswerten überlieferten militärischen Auseinandersetzungen statt. Die Burg Finow nahe Hohenfinow war damals die exponierteste Stellung an der Grenze zu den Slawen und hielt allen Belagerungsversuchen stand, weshalb es im Hinterland kaum zu Auseinandersetzungen kam.

## Neuzeit
Erhalten blieb das alte Verwaltungsgebäude, welches 1907 von dem jüdischen Unternehmer Mühsam zu einer Villa mit der noch heute existierende Stuckfassade umgebaut wurde. Das ursprüngliche Gebäude so wie das noch heute existierende Sacklager wurde etwa 1870 gebaut. In der Zeit des dritten Reiches wurde die Wehrmühle enteignet und an eine Familie Müller übertragen. Während des Zweiten Weltkrieges war das Gebäude mit einem großen Tarnnetz überspannt und die Wehrmacht nutzte die Fläche zeitweise, um dort Fahrzeuge zu reparieren.
Zur Zeit der DDR waren in dem Gebäude mehrere Wohnungen untergebracht und auf dem Hof der Mühle entstand ein Stall für Milchkühe, später wurden Haflinger gezüchtet. 1974 wurde der Mühlbetrieb eingestellt, die Mühlentechnik samt Turbine blieb bis 2002 erhalten. Die Mühle bestand aus einer Getreidemühle mit 2 Mahlgängen, 2 Walzenstühlen, Plansichter, Reinigung, Mischer, Elevatoren und einer Francis-Turbine. 1989 wurde die Francis-Turbine noch einmal renoviert.
Nach der Wende wurde das gesamte Anwesen 1998 von einem Duisburger Unternehmer gekauft. Nach Aufgabe des Objekts brannte am 23. August 2002 die leerstehende Mühle ab.

## Neuaufbau
2003 wurde das Gebäude mit der Ruine der Mühle verkauft und durch die Familie Hecken umgebaut. Die Mühle war zerstört, das Dach des Verwaltungsgebäudes war abgebrannt. Die Mühlenreste wurden abgerissen. Der vordere Teil des Gebäudes sowie der Keller blieben erhalten, der hintere Teil wurde abgerissen und durch einen Neubau ersetzt.
Nach der Fertigstellung des Neubaus im März 2006 veranstaltet die Familie in der Wehrmühle alljährlich im Sommer die Kunstausstellung „ART Biesenthal“. Das Haus wurde mehrfach als Kulisse für Filme, Werbefotos und Musikvideos genutzt. Das Haus befindet sich in Privatbesitz, wird teilweise von der Firma des Besitzers genutzt und als Veranstaltungsort vermietet. Das gesamte Grundstück ist zu bestimmten Tagen öffentlich zugänglich.
2010/11 wurde eine Sohlrampe zur Stabilisierung des Landschaftswasserhaushaltes sowie zur Herstellung der ökologischen Durchgängigkeit des Finowfließes an die Stelle der alten Turbinenanlage gebaut. Die wasserwirtschaftliche Maßnahme wurde durch den Wasser- und Bodenverband „Finowfließ“ durchgeführt. Die Turbine sowie einige weitere Teile sind als Denkmal erhalten geblieben.